# Bayenghem-lès-Seninghem
Bayenghem-lès-Seninghem è un comune francese di 340 abitanti situato nel dipartimento del Passo di Calais nella regione dell'Alta Francia.

## Società

### Evoluzione demografica
Abitanti censiti